# Wassili Alexejewitsch Perwuchin
Wassili Alexejewitsch Perwuchin (russisch Василий Алексеевич Первухин; * 1. Januar 1956 in Pensa, Russische SFSR) ist ein ehemaliger russischer Eishockeyspieler.

## Karriere
Während seiner Karriere spielte der Verteidiger bei HK Dynamo Moskau und Krylja Sowetow Moskau. Insgesamt erzielte er 93 Tore in 703 Spielen in der sowjetischen Liga. Früh wurde er in das Team der sowjetischen Eishockeynationalmannschaft berufen. Am 16. Dezember 1976 stand er in einem Spiel gegen Schweden zum ersten Mal für die Sbornaja auf dem Eis. Seine internationale Karriere wurde mit der Goldmedaille bei den Olympischen Winterspielen 1984 gekrönt. Bereits bei den Olympischen Winterspielen 1980 hatte er mit seiner Mannschaft beim legendären Miracle on Ice die Silbermedaille gewonnen. 1978 wurde er in die „Russische Hockey Hall of Fame“ aufgenommen.